# Sympathy for Mr. Vengeance
복수는 나의 것, transliterada Boksuneun Naui Geot (lit. Mia es la venganza) y titulada Sympathy for Mr. Vengeance en Estados Unidos y El Nombre de la Venganza en Hispanoamérica es una película del director surcoreano Chan-wook Park presentada en 2002, primera parte de la "Trilogía de la venganza", continuada en “Oldboy” en 2003 y finalizada en “Sympathy for Lady Vengeance” en 2005.

## Sinopsis
Ryu (Shin Ha Kyun) es un hombre sordo que trabaja en una fábrica. Su hermana enferma necesita desesperadamente un trasplante de riñón, pero el de Ryu no es compatible. Después de perder su trabajo, Ryu se pone en contacto con un grupo de traficantes de órganos del mercado negro para cambiar uno de sus riñones por uno que su hermana pueda usar. Sin embargo, los traficantes desaparecen después de tomar el riñón y el dinero de la indemnización de Ryu. Se encuentra un donante de riñón legítimo, pero después de haber sido estafado por los traficantes de órganos, Ryu no puede pagar la operación. Para recaudar dinero, Yeong-mi (Bae Doona), la novia anarquista radical de Ryu, sugiere secuestrar a la hija del ejecutivo que despidió a Ryu. Observan al ejecutivo con el presidente de la compañía, Park Dong-jin (Song Kang-Ho), llegando un día a la casa de este último, donde uno de los empleados de Dong-jin, Peng, intenta cometer harakiri frente a ellos. Ryu y Yeong-mi cambian de plan y deciden secuestrar a la pequeña hija de Dong-jin, Yu-sun.
Yu-sun se queda con la hermana de Ryu, quien cree que Ryu la está cuidando. Ryu y Yeong-mi envían una solicitud de rescate a Dong-jin y él accede. Al regresar a casa con el dinero del rescate, Ryu descubre que su hermana se enteró de que Yu-sun fue secuestrado y que, como no quería ser una carga por más tiempo, se suicidó. Ryu lleva el cuerpo de Yu-sun y su hermana al lecho de un río que frecuentaban cuando eran niños para enterrarla. Distraído por el entierro e incapaz de escuchar, Ryu no se da cuenta cuando Yu-sun se desliza al río y ella se ahoga. Después de que las autoridades descubren el cuerpo de Yu-sun, Dong-jin, profundamente afligida, contrata a un investigador para encontrar a sus secuestradores. Dong-jin encuentra el cadáver de la hermana de Ryu junto al lecho del río, donde interactúa con un hombre con discapacidad mental que vio a Ryu enterrar a su hermana y comienza a reconstruir las identidades de Ryu y Yeong-mi.
Ryu, armado con un bate de béisbol, localiza a los traficantes de órganos y los asesina, recibiendo una puñalada en el proceso. Mientras tanto, Dong-jin encuentra a Yeong-mi y la tortura con electricidad, matando también a un repartidor que llega a su apartamento. Ella se disculpa por la muerte de Yu-sun pero advierte a Dong-jin que sus amigos terroristas lo matarán si ella muere. Sin inmutarse, Dong-jin la electrocuta. Ryu regresa al apartamento de Yeong-mi y ve a la policía retirando su cadáver. Dong-jin deja inconsciente a Ryu con una trampa explosiva. Lleva a Ryu al lecho del río donde murió su hija y lo arrastra al agua. Dong-jin corta el tendón de Aquiles de Ryu y espera a que se ahogue. Después de que Dong-jin desmembra el cadáver de Ryu, los asociados anarquistas de Yeong-mi llegan y apuñalan a Dong-jin, donde le clavan una nota en el pecho con un cuchillo y lo dejan morir.

## Reparto
- Son Kang Ho como Park Dong Jin, Presidente de una empresa de fabricaciones y amigo de los jefes de Ryu, padre de Yu Sun.
- Shin Ha Kyun como Ryu, Trabajador de una empresa para sordo mudos para pagar las facturas del hospital de su hermana.
- Bae Doona como Cha Yeong Mi, novia de Ryu por varios años, y miembro de una organización anarquista secreta.
- Han Bo-bae como Yu Sun, Hija pequeña de Dong Jin quien es secuestrada.
- Im Ji-eun como la hermana de Ryu, quien necesita un trasplante de riñón.
- Ryoo Seung-bum (cameo)
- Oh Kwang-rok como Anarquista.
- Jung Jae-young como el esposo de la exesposa de Dong-jin.